# 197870 Erkman
197870 Erkman è un asteroide della fascia principale. Scoperto nel 2004, presenta un'orbita caratterizzata da un semiasse maggiore pari a 2,6499175 UA e da un'eccentricità di 0,1805616, inclinata di 12,91002° rispetto all'eclittica.